# Orthomorpha rotundata
Orthomorpha rotundata är en mångfotingart som beskrevs av Carl Graf Attems 1931. Orthomorpha rotundata ingår i släktet Orthomorpha och familjen orangeridubbelfotingar. Inga underarter finns listade i Catalogue of Life.